# Гра в шахи: Ленін з Гітлером — Відень 1909
«Гра в ша́хи: Ле́нін з Гі́тлером — Ві́день 1909» (англ. A Chess Game: Lenin with Hitler — Vienna 1909) (іноді назву вказують як «Гітлер грає в шахи з Леніним» (англ. «Hitler playing chess with Lenin»)) — скандально відомий офорт художниці Емми Левенштамм, на якому, за твердженням Річарда Вествуд-Брукса (мистецтвознавця аукціонного дому, що продавав картину), зображено сцену шахового поєдинку між двома політиками, який відбувся у Відні 1909 року. Більшість, однак, датує офорт пізнішим часом і не визнає можливості подібної зустрічі.

## Історія створення офорта та його доля

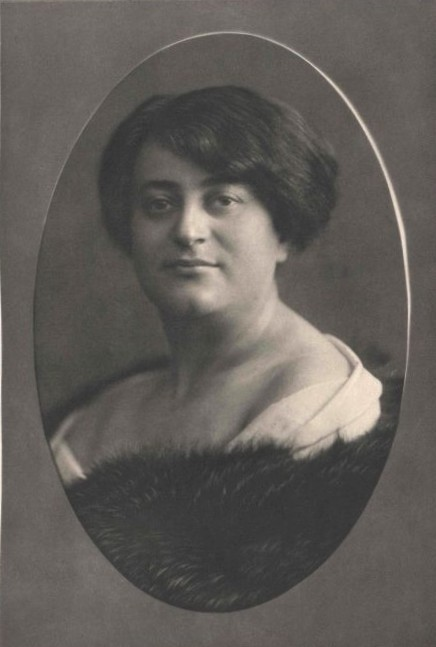
Невідомий фотограф (Австро-Угорщина, близько 1909 року). Емма Левенштамм

Офорт створила 1909 року художниця Емма Левенштамм, яка, на думку деяких мистецтвознавців, була вчителькою живопису Адольфа Гітлера. На звороті гравюри стоять підписи олівцем «Леніна», «Гітлера» та самої художниці Емми Левенштамм, зазначено місце (Відень) та рік створення (1909) офорта. Підпис художниці стоїть також на краю лицьового боку зображення.
Розміри офорта — близько 51 на 38 см.
Сама зустріч могла відбутися у Відні, в будинку, що належав заможній і популярній єврейській сім'ї. На той час Адольф Гітлер був безталанним молодим акварелістом, а Володимир Ленін перебував у еміграції, де писав книгу «Матеріалізм і емпіріокритицизм».
Живописець і графік Емма Левенштамм походила з давньої єврейської родини з корінням у Кракові та Амстердамі. Народилася в сім'ї торговця у місті Наход (Чехія). Переїхала до Відня, де брала приватні уроки графіки та живопису. Користувалася технікою малювання вугіллям, пером, освоїла й крейду. Виставлялася від 1901 року, пізніше стала членкинею Асоціації німецьких художників у Празі. Працювала в стилі реалізму з деяким впливом модерну.
Єврейська сім'я, прізвище якої зазвичай у ЗМІ не повідомлялося, але малося на увазі з контексту, що це родина самої художниці (деякі ЗМІ акцентують на тому, що будинок художниці нібито служив «салоном для політичних вільнодумців»), виїхала з Австрії напередодні Другої світової війни, залишивши більшість свого майна, зокрема, гравюру і шахи (дошку та комплект фігур), зображені на ній, під опікою економки. Правнук домоправительки Фелікс Еднгофер (нім. Felix Ednhofer) зайнявся вивченням офорта та склав досьє доказів, що налічує понад 300 сторінок. Він помер у 1990-их роках, а його син спробував продати цей офорт та шахи з аукціону Mullock's у Ладлоу (графство Шропшир на заході Англії). Досьє містить звіти судовомедичних експертів і мистецтвознавців, а також показання свідків, які доводять, що Емма Левенштамм існувала (у чому спочатку також виникали деякі сумніви), що вона працювала у Відні і була наставницею Адольфа Гітлера.
1984 року в пресі вперше з'явилася інформація про те, що цей офорт, виконаний 1909 року, коли художниця приїхала до австрійської столиці, існує і міститься у приватній колекції Фелікса Еднгофера. 2001 року інформацію про офорт розмістив німецький шаховий журнал «Шах».
Широку популярність та інтерес громадськості принесло офорту повідомлення Дейлі телеграф про те, що малюнок 1 жовтня 2009 року буде виставлено на аукціон Mullock's (лот № 501) за 40 000 фунтів стерлінгів (64 000 доларів США) під назвою «A Chess Game: Lenin with Hitler — Vienna 1909». Також було виставлено на продаж і шахи, які, за твердженням власника, зафіксовано на офорті (на них також було визначено ціну 40 000 фунтів стерлінгів). Журналісти газети Нью-Йорк таймс оцінювали можливість продажу офорта навіть за 95 000 доларів. За даними аукціоністів, існувало лише п'ять відбитків гравюри. У російській пресі з'являлися навіть повідомлення про можливість продажу офорта за 400 000 фунтів стерлінгів. У деяких повідомленнях стверджується, що малюнок та шахи продано разом за 100 000 фунтів, і що їх придбав колекціонер, який побажав залишитися невідомим. За іншими даними, картину із зображенням Гітлера та Леніна за шахівницею (як і комплект шахів, якими вони нібито грали) не купив ніхто.
Наступного 2010 року підтвердилося, що аукціон 2009 пройшов невдало, і обидва лоти знову виставили на аукціон. Саме перед цим продажем (за ту ж ціну) до лоту було додано «досьє, що доводить» справжність офорта. Досьє згадано у всіх наступних описах лота. Крім того, збереглося оголошення від 2010 року про продаж через інтернет-аукціон. Ні там, ні там лот не продали, і востаннє він з'явився наступного року в каталозі аукціону 19 квітня 2011 року. Орієнтовну передпродажну ціну лота 570 позначено лише 10 000—15 000 фунтів. Відтоді відомостей про долю офорта немає.

## Сюжет
На гравюрі Адольф Гітлер сидить біля вікна та грає чорними фігурами, а Володимир Ленін зображений навпроти в тіні. Гітлер розмірковує над партією, підперши лівою рукою голову, а Ленін у цей час робить хід лівою рукою, при цьому насправді Ленін був правшею.Шаховий композитор Герберт Ґраземан у книзі «Schach ohne Partner für Könner», що вийшла 1982 року, пише:

Коли Гітлеру було двадцять один рік, він не мав ніяких конкретних планів на майбутнє, і він ще не вирішив повністю присвятити себе політиці. Молодий Адольф жив тоді у Відні, вів бродячий спосіб життя і був завзятим відвідувачем шахових кафе, просиджуючи в них до глибокої ночі. Гра захопила його так, що він став побоюватися, аби шахи не засмоктали його повністю. Тому одного чудового дня Гітлер вирішив покінчити з шахами раз і назавжди.
Оригінальний текст (рос.)
Когда Гитлеру был двадцать один год, у него не было никаких конкретных планов на будущее, и он ещё не решил полностью посвятить себя политике. Молодой Адольф жил тогда в Вене, вёл бродячий образ жизни и был заядлым посетителем шахматных кафе, просиживая в них до глубокой ночи. Игра увлекла его так, что он стал опасаться, как бы шахматы не засосали его полностью. Поэтому в один прекрасный день Гитлер принял решение покончить с шахматами раз и навсегда.
— Геннадій Сосонко. Чи грав Гітлер у шахи?
Він стверджував, що отримав цю інформацію від оберштурмфюрера СС та шахового композитора Адо Кремера (1898—1972), заступника Ганса Франка, генерал-губернатора окупованої нацистами Польщі, аматора та покровителя шахів. А той, у свою чергу, отримав ці відомості в конфіденційній бесіді зі самим Гітлером. Голландський гросмейстер, журналіст і письменник Геннадій Сосонко, намагаючись підтвердити чи спростувати цю інформацію, провів приватне розслідування. Він не виявив ніяких слідів шахових книг у бібліотеці Адольфа Гітлера, а в його записах і промовах виявив лише одну згадку про шахи у травні 1933 року, коли Гітлер звертався до депутатів рейхстагу, виправдовуючи дії штурмовиків:
Якщо ви називаєте ці загони військовими підрозділами, тоді військовими асоціаціями можете називати шахові клуби та товариства собаківників.
Оригінальний текст (рос.)
Если вы называете эти отряды воинскими подразделениями, тогда военными ассоциациями можете называть шахматные клубы и общества собаководов.
— Геннадій Сосонко. Чи грав Гітлер у шахи?

## Дискусія про офорт та його персонажів
Існують три основні трактування походження цього сюжету:
I версія. Головним прихильником цієї версії виступав історик-аматор та власник офорта Фелікс Еднгофер, який опублікував серію статей у німецьких журналах 1990-их років. Власник раритету був упевнений у справжності цього офорта — це підтверджено 300-сторінковим висновком експертів (які проаналізували зображення, папір, а також чорнило, використане для підписів), який він склав і надав журналістам та співробітникам аукціону. У справжності офорта були переконані експерти аукціонного дому Mullock's. Мистецтвознавець аукціонного дому і його експерт Річард Вествуд-Брукс (англ. Richard Westwood-Brookes) дає 80 % шансів, що підписи Леніна, Гітлера й художниці можуть бути справжніми. При цьому, він наполягає, що на 100 % визначити справжність підпису взагалі неможливо на будь-якому документі будь-якого часу. Аукціоніст стверджує, що Ленін міг користуватися перукою з конспіративних міркувань. Він побував у цей час у Парижі, а також у Німеччині, до Відня звідти було лише кілька годин поїздом, він міг легко відлучитися на кілька днів. Відповідаючи всім, хто сумнівається в справжності, він пише: «Це зображення є твором мистецтва, а не фотографією», списуючи всі неточності та розбіжності на специфіку самого зображення. Сумніви у мистецтвознавця викликала спочатку лише особа супротивника Гітлера, в якому він готовий був бачити навіть одного з австрійських соціал-демократів. Проте авторитетне британське видання Дейлі телеграф першим опублікувало офорт як зображення, на якому Адольф Гітлер і Володимир Ленін грають у шахи.
ІІ версія. Значно більше мистецтвознавців, істориків і шахістів виступили проти такого трактування офорта.
Володимир Лавров, доктор історичних наук, автор книги «Ім'я Росія. В. І. Ленін», наполягає на несумісності поглядів і характерів Леніна й Гітлера, які унеможливлювали особисте спілкування за шахівницею.

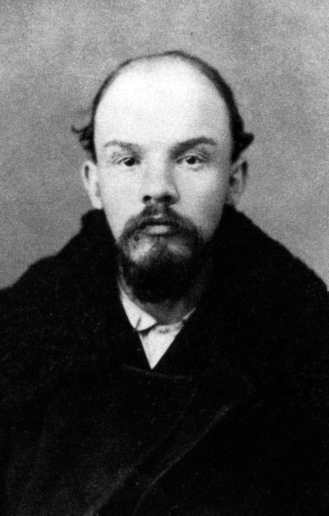
Володимир Ульянов (1895)

Дехто з істориків вважають, що в цей час Ульянов був майже лисим, волосся залишалося лише з обох боків. А на малюнку видно, що чоловік, який сидить праворуч, не має проблем з облисінням. Крім того, Адольф Гітлер на офорті, на їхню думку, виглядає занадто старим для 20-річного юнака, яким він тоді був насправді.
Річард Джон Еванс (англ. Richard J. Evans), професор сучасної історії в Кембриджському університеті (написав тритомну «Історію Третього Рейху»), стверджує, що шаховий поєдинок — фікція. «Ні, він не міг мати місце», — сказав він в інтерв'ю Нью-Йорк таймс. На його думку, 1909 був украй невдалим для Гітлера, він міг мати гарний костюм, для того, щоб сходити в оперу, але він не став би його носити під час гри в шахи. Еванс говорить, що Гітлер ніколи не навчався у художниці, саме тому він не зміг вступити до Віденської Академії образотворчих мистецтв. Еванс зазначив, що підписи, мабуть, підроблено: «Було б украй дивно їм підписувати подібний документ». Річард Пайпс, професор історії Гарвардського університету, стверджує, що людина на офорті не була Леніним і взагалі не має з ним ніякої подібності. Він не носив гриму та перуки, стверджує Пайпс, вони йому не були потрібні. Хоча 1909 року Ленін був головою більшовиків і був добре відомий у Росії, але влада була більше стурбована терористами, «Леніна не вважали небезпечним»,— заявив Пайпс. Він також стверджував, що Ленін відмовився від шахів, бо думав, що вони відволікають його від серйознішої роботи.. В листі до брата Ленін писав 17 лютого 1910 року:
Дорогий Митю! Отримавши твою задачку, я трішки «загорівся» на шахи,— а то було зовсім перезабув. Не грав, здається, рік, а за останні роки зіграв кілька «гусарських» і напівгусарських партій. Задачу твою я розв'язав легко. А от у «Речі» побачив сьогодні етюд, який розв'язав не одразу і який мені дуже сподобався… Красива штучка!
Оригінальний текст (рос.)
[Дорогой Митя! Получив твою задачку, я чуточку «раззадорился» на шахматы, — а то было совсем всё перезабыл. Не играл, кажись, год, а всего за последние годы сыграл несколько «гусарских» и полугусарских партий. Задачку твою я решил легко. А вот в «Речи» увидел сегодня этюд, который решил не сразу и который мне очень понравился… Красивая штучка!] Помилка: [undefined] Помилка: {{Lang}}: немає тексту (допомога): текст вже має курсивний шрифт (допомога)
— С. Б. Губницький. Світ шахів і шахи у світі
ІІІ версія. Існує також припущення, що офорт — це інтелектуальна забава, яку в 1930-их роках створила Емма Левенштамм або хтось інший, як сатиричний коментар до міжнародної обстановки після 1933 року або внутрішньої ситуації в Німеччині до 1933 року. Початкове його значення потім забулося, з часом його стали сприймати як замальовку з натури. Історик Гелен Раппапорт стверджує, що немає жодних доказів того, що Ленін був у Відні 1909 року, хоча він бував там у інший час. Також вона наполягає, що Ленін був «лисий, як кажан, від 1894 року, а волосся в нього було лише з боків голови». На еміграції він не був відомий як Ленін і натомість використовував зразу кілька псевдонімів. Вона стверджує, що офорт має сенс ретроспекції, і історія мистецтва сповнена подібних зустрічей між знаменитими людьми, які породила фантазія художників.
Зберігач фондів петербурзького Музею політичної історії Росії Олексій Бойко сприймає офорт як частину іконографії Леніна та зіставляє його з роботами радянських художників 1930-их років, хоча зазначає, що перші роботи, в яких митці намагалися зафіксувати його образ для нащадків, з'явилися саме під час еміграції. Він припускає, що офорт можна вважати «і міфом, і реальністю, оскільки за роками це приблизно можливо». «Теоретично все може бути. У цей час він справді був за кордоном», — робить висновок він. Він зазначає, як і московський мистецтвознавець Андрій Єрофєєв, що у той час сучасники не могли сприйняти офорт як свідому провокацію громадськості.

## Ленін і шахи у фотографіях
Збереглася серія аматорських світлин, зроблених на італійському острові Капрі 1908 року (між 10 (23) і 17 (30) квітня), коли Володимир Ленін гостював у Максима Горького. На світлинах, знятих із різних ракурсів, зображено Леніна, який грає з Горьким і Олександром Богдановим, відомим філософом-марксистом. Автор усіх (або принаймні двох із цих світлин) — Юрій Желябузький (у майбутньому — видатний радянський кінооператор, режисер і сценарист), син актриси МХТ Марії Андрєєвої та пасинок Горького. На той час він був двадцятирічним юнаком.